# Tide (альбом)
Tide — шостий сольний альбом Антоніу Карлуса Жобіна, що вийшов у листопаді 1970 року на лейблі A&M Records.
Запис альбому відбувався 16 березня, 23, 24 та 29 квітня на студії Van Gelder Studio, Енглвуд Кліффс, Нью-Джерсі. 8, 20 та 22 травня 1970 року аранжувальник альбому і диригент Еумір Деодату записав оркестрові партії, які були додані шляхом накладення звуку. Записи альбомів Tide для A&M Records і Stone Flower для CTI Records відбувалися одночасно. В одному з інтерв'ю Еумір Деодату розповів, що продюсер Крід Тейлор з бізнесових міркувань наполіг на збереженні таємниці і протягом багатьох років вважалось, що альбоми записувались в різний час як окремі проєкти. Насправді, після додання оркестрових записів Крід Тейлор відібрав і розподілив створені композиції по двох альбомах.
Дев'ять композицій, аранжованих Еуміром Деодату, склали альбом, який, за задумом авторів, мав стати продовженням Wave (укр. «Хвиля») і отримав назву Tide (укр. «Приплив»). Це нова версія завжди доречної «The Girl From Ipanema», яка розпочинає альбом, відома пісня Педру Берріоса, Жуана де Барру та Пішігіньї «Carinhoso», «Sue Ann», написана для фільму «The Adventurers» (Paramount Picture, 1970) та шість нових треків.
Антоніу Карлус Жобін грає на фортепіано, гітарі та електропіаніно в усіх композиціях. В деяких випадках, за допомогою перерозподілу, він присутній в різних комбінаціях цих інструментів. На треках, де використано накладення звуку, Жобім, як правило, грав на гітарі в основі треків і згодом додав фортепіанну лінію. Еумір Деодату також бере участь у грі на клавішних: він є другим виконавцем у фортепіанному дуеті, який завершує «Tema Jazz». У першому треку «Girl from Ipanema» виконує соло на альт-саксофоні Джеррі Доджен, у другому («Carinhoso») та восьмому («Caribe») — Джо Фарелл на бас-флейті та сопрано-саксофоні. Соло на флейті Гермету Паскуаля звучить у композиції «Tema Jazz».
В огляді на AllMusic Річард С. Гінелл, порівнюючи альбом з його попередником, Wave, відзначив драматизм і структурованість аранжування Еуміра Деодату. Хоча подекуди, на його думку, Том Жобім не досягає досконалості, загалом альбом оцінюється схвально, як гарно зроблений і дуже музичний.
Боб Блюменталь у нотатках до альбому Urubu за стилістикою об'єднує створені лейблами A&M і CTI альбоми Wave, Tide та Stone Flower у трилогію, і наголошує, що вони утворюють чітку інтерлюдію в дискографії Антоніу Карлуса Жобіна.

## Список композицій
| Трек | Назва                   | Автори                                                  | Тривалість |
| ---- | ----------------------- | ------------------------------------------------------- | ---------- |
| A1   | «The Girl From Ipanema» | Антоніу Карлус Жобін, Вінісіус ді Морайс, Норман Гімбел | 4:50       |
| A2   | «Carinhoso»             | Педру Берріос, Жуан ді Барру, Пішігінья                 | 2:45       |
| A3   | «Tema Jazz»             | Антоніу Карлус Жобін                                    | 4:35       |
| A4   | «Sue Ann»               | Антоніу Карлус Жобін                                    | 3:05       |
| A5   | «Remember»              | Антоніу Карлус Жобін                                    | 3:55       |
| B1   | «Tide»                  | Антоніу Карлус Жобін                                    | 3:40       |
| B2   | «Takatanga»             | Антоніу Карлус Жобін                                    | 4:30       |
| B3   | «Caribe»                | Антоніу Карлус Жобін                                    | 2:40       |
| B4   | «Rockanalia»            | Антоніу Карлус Жобін                                    | 4:55       |

## Виконавці
- Антоніу Карлус Жобін — фортепіано, електропіаніно, гітара
- Еумір Деодату — фортепіано, аранжувальник і диригент
- Марвін Стамм, Барт Коллінз — труби
- Урбі Грін, Гарнетт Браун — тромбони
- Рей Алонж, Джозеф ДіАнджеліс — валторни
- Гьюберт Лоуз, Гермету Паскуаль, Ромео Пенк — флейти
- Джо Фарелл — флейта, бас-флейта, сопрано-саксофон
- Джеррі Доджен — флейта, альт-саксофон
- Рон Картер — контрабас
- Аль Браун, Гарольд Колетта — альти
- Чарльз Мак-Кракен, Джордж Річчі — віолончелі
- Гаррі Лукофскі, Фредерік Балдріні, Еммануель Грін, Гаррі Кацман, Девід Надин, Макс Полікофф, Меттью Раймонді — скрипки
- Аїрто Морейра — перкусія
- Еверальду Феррейра — конґа
- Жуан Пальма — барабани